# ミニマリストしぶ
ミニマリストしぶ（本名:澁谷直人/しぶやなおと、1995年3月30日 - ）は、日本のミニマリスト・著作家・YouTuber・プロダクトデザイナー。Minimal Arts 株式会社（旧：株式会社ミニマリスト）の代表取締役。福岡県北九州市出身。
少ない持ち物で生活するミニマリストおよびミニマリズムの専門家、ミニマルアートを手掛けるミニマリストであり、活動はブログ・Youtube・出版・講演・製品開発など多岐にわたる。2018年に出版した初の著書『手ぶらで生きる。』は発売日に重版、国外2か国でも翻訳された。自身のオリジナルブランド「less is _ jp」を立ち上げている。

## 略歴・人物

### 略歴
中学生時代、親の事情と離婚により母子家庭で育つ。進学校入学もセンター試験当日の体調不良で不合格となり、浪人生活を開始する。浪人生活中に露天商の日雇いバイトで全国をトラック横断しており、大学受験費用を自身で稼いだ。二浪するも趣味に熱中し志望大学に不合格。
- 2017年、フリーター時代に趣味として続けた「ミニマリストしぶのブログ」を契機に独立。
- 2018年5月、初の著書『手ぶらで生きる。』が発売日に重版、Amazonベストセラーで1位に。国外2か国でも翻訳された。
- 2018年11月、株式会社ミニマリスト(英文表記：Minimalist,inc.)を設立後、代表取締役として就任。
- 2020年7月、社名を「株式会社ミニマリスト」から「Minimal Arts 株式会社」に変更。

### 人物
- デイトレーダーの父・専業主婦の母・妹という4人家族で育った。父より前の代には医者が多い、いわゆる「エリート家系」である。[2]

- 広大な家の庭には、毎月雑草を刈る業者が入っていた。車は2〜3台、物置も2〜3個置かれ、かまどやバーベキュー台も完備。関門海峡が見える山の上に立地し、家から花火大会を眺めていた。[2]
- 本人いわく「『自分が恵まれている、金持ちだ』という認識は普通にありました。親が『税務署に毎年チェックされる』とか話していたのを、よく覚えています。新作のゲームもすぐ買ってもらえるので、よく友達が僕の家に集まって遊んでいました」。[2]
- ディズニーが好きで「ひとつはっきり覚えているのは、旅行に行く回数が減ったこと。小学校の頃は月に2回はディズニーランドへ行っていたのに、それがまったくなくなりました。40〜50回は行ったかな。今でもランドの地形はしっかり頭の中に入っています」[2]
- 父の自己破産後、両親は離婚。父が家に残り、シングルマザーとなった母に引き取られ、妹と3人でアパート暮らしをスタート。[2]
- 進学校に通うも、体調不良で実力を発揮できず、浪人生活が始まる。受験費用を母のパートで賄うのは不可能なので、受験費用を貯めるため日雇いでテキ屋の屋台のトラックに乗り込み、桜前線を追いかけて全国をまわった。[2]
- フリーターをしながら高校の奨学金を自分で返済した。[3]
- アイドルグループの追っかけや、費用を捻出するためのアルバイトに時間を取られ、勉強にまったく身が入らず2浪。大学進学も断念し、フリーターに。
- フリーターだった19歳の頃、「このままでは嫌だ。まずは一人暮らしがしたい」という願望が芽生え始める。しかし、お金はなく初期投資は抑えた形で家を出るため、いろいろと情報を調べる中で、「冷蔵庫　なし」とGoogle検索したことで、ミニマリズムに出会う。[2]
- いわゆる「生活必需品」と言われるモノなど減らしていった結果、月々7万円くらいの生活費で4畳半ほどのコンパクトなスペースでも快適に暮らせるように。[4]
- フリーター時代にも趣味でブログをやっていたが、ミニマリストの記事が注目を集めたことで20万円程度の収入を手にし、「このままアルバイトを辞められないか」と思い、身辺雑記のブログをやめ、「ミニマリストブログ」へと大きく舵を切った。[2]
- 一度シェアハウス「リバ邸」にも住んでいるが、[5]パーソナルスペースが確保できなくて、疲れてしまったという理由で、結局３か月で退去。[4]
- 45日しか住まなかったアパートもある。タクシーでの引っ越しは荷詰めから移動、引っ越し先での荷解きも2〜3時間後に終えていた。ここはダメだなと思った物件はすぐに引っ越す。[4]
- 理想の恋愛は依存しない関係。別居婚を理想としている。[6]本人曰く「依存しない人がいいですね。会うのは週1でいいです。毎日会っていると疲れるし、僕はLINEも用がないと送りません。会ったときに話せばいいと思っているので……」[2]
- SNSのプロフィール画像はNintendo Switchのゲーム「あつまれ！どうぶつの森」の村人であり、真っ白な背景と１本のマイクはYoutubeの音楽チャンネル「THE FIRST TAKE」の再現である。[7]
- 小太刀護身道の競技スポーツチャンバラ１級の資格を持っており、県大会で２位になった実績もある。小学生の時にゲーム「ファイナルファンタジー」に憧れて始めた。空手は一か月でやめた。バスケットは1年でやめた。[8][9][10]
- 北九州市の「門司学園高等学校」の出身であることを明かしている。同級生のYouTuberとして、2016年ミスター早稲田グランプリのボディビルダー「パクチー大原」を挙げており、たびたび動画に出演する。[9]
- オンラインゲームが好きで、お小遣いやお年玉も全てゲームに課金していた。自分のキャラクターを複数同時に操作するためにパソコンを3台用意。小学生の時にノートパソコンを持ち歩いて、旅行先でもゲームをしていた。本人いわく「ファイナルファンタジーXIのプレイ時間は３６５日を超えている。人生のうち１年間はゲームで過ごした」[11][12]
- 漫画「ワールドトリガー」を好きな作品として挙げており、原作のもとになった読み切り漫画「トリガーキーパー」の紙の切り抜き部分だけをメルカリで購入（当時の価格１万円）している。[13][14][15]
- 2019年10月20日、自身のツイッターで、「ICL」と呼ばれる視力矯正手術を受けたことを公表した。[16]
- 2021年1月17日、自身のYoutubeで「デュピクセント（デュピルマブ）」と呼ばれるアレルギー・喘息治療に有効な新薬を受けたことを発表した。[17]
- 2021年11月9日、自身のYoutubeで「マウスピースによる歯列矯正」を始めていることを公表した。[18]
- SNSのフォローは０だが、自分から情報を見に行くとき用に別のアカウントを持っており、発信用で活用している公式のSNSとの棲み分けをしている。本人曰く「フォロー欄からその人の人間関係がすごく垣間見られる。それはSNSのいいところであると同時にデメリットも多い」。[19]
- ストレングスファインダーの診断結果は「１位：収集心」「２位：最上志向」「３位：内省」「４位：着想」「５位：未来志向」と公表している。[20]
- 自身が「内向型」「HSP」であり、敏感な人ほどモノを減らすと良いとしている。

## ミニマリズムへの見解
ミニマリストの語源である「ミニマリズム」がもとより１９００年代の建築や音楽、美術など「アート」が語源であり、あえて必要最小限の要素だけを残す表現スタイルとして「ミニマルアートの専門家」をミニマリストと呼んでいた歴史的背景を例に「ミニマリズム＝強調」と自身の著書やメディアで説明することが多い。
- ミニマリストの間で使われる標語「Less is More（より少ないことは、より豊かである）」は近代建築3大巨匠であるミース・ファン・デル・ローエが提唱した言葉である。（＝建築）
- Youtubeチャンネル「THE FIRST TAKE」は歌唱中の演出を削ぎ落すことで、息づかいや視線など音楽そのものの魅力が際立っている。（＝音楽）
- iPhoneのリンゴマークを主張するための、ミニマルな製品デザイン（＝モノ作り）

これらを例に、ミニマリズムの本質を『ある一点を際立たせるために、他を削ぎ落す「強調」』としている。

またミニマリズムは「物量・手間・美観」の視点で測れるとする。
- あらゆるモノを代用・シェアできるスマホは「モノを減らすモノ」の代表例。物量がミニマムでモノが少ないミニマリスト。（＝物量・物質ミニマリスト）
- ドラム式洗濯乾燥機やお掃除ロボットなどの時短家電（＝手間）
- 物量が第一優先ではなく、ミニマルで装飾が少ないデザインのモノだけで統一する、美的感覚を優先したミニマリスト。（＝美観。芸術ミニマリスト）

## less is _ jp
less is _ jp（レスイズジェーピー）は2018年8月にミニマリストしぶが立ち上げたブランドであり、ブランド理念は「より少なく、より軽やかに、より少なく」「less is moreの精神で削ぎ落とし、ミニマルな機能美を追求しています」。ブランド名や製品デザインをしぶ自らが手がけており、ミニマル志向の製品が販売されている。
なおless is _ jpは2020年2月に旧ブランド「MINIMALS（ミニマルス）」から「less is（レスイズ）」に改名されたのち、2021年5月「less is _ jp（レスイズジェーピー）」へ変更と２度の改名を行っている。
ブランド改名よりロゴが撤廃され、商品本体に刻まれていたブランドロゴも無刻印となっている。MINIMALS時代の理念は「ミニマリスト目線で、ミニマリストの為の商品を作る」。ロゴの△はミニマリズムの本質である「強調」がコンセプト。（less isに改名されたタイミングで、ロゴは撤廃）
2018年8月に商品の第1弾である「手ぶら財布」を発売。
2019年1月には期間限定のポップアップストアとして、中目黒 蔦屋書店での販売がスタート。オンラインストア限定であったless is _ jpが初めて実店舗で取り扱われた。
同年2月からはポップアップストア第2弾として、梅田 蔦屋書店での販売がスタート。
同年7月からは中目黒 蔦屋書店にて常設商品として取り扱いスタート。
2021年5月、「less is _ jp（レスイズジェーピー）」に変更。ブランド名変更は２度目になる。
2021年11月、初のコラボ製品としてアパレルブランド「ABAHOUSE」と共同でバッグレスコートを発売した。

### プロダクト
- 手ぶら財布（2018年8月28日）[24]
- 手ぶらエコバッグ（2019年4月15日）[25]
- 薄いリュック（2020年5月7日）[26]
- 薄いお財布ショルダー(2020年8月)[27]
- 小さく畳めるカーディガン（2020年11月4日）[28]
- バッグレスコート（2021年11月9日）[29]

## 出演・掲載

### テレビ
- めんたいワイド（FBS、2017年3月14日）
- ニンゲン観察バラエティ モニタリング（TBS、2018年2月1日）
- 5時に夢中!（TOKYO MX、2018年6月14日）
- ミレニアル・ファイルズ（NHK WORLD、2018年7月3日）
- chouchou（テレビ朝日、2018年12月2日）
- NHKスペシャル「空から見る平成 そして未来」（NHK総合、2019年1月1日）
- 山里亮太の福岡いじり（KBC九州朝日放送、2019年1月12日）
- TNC番組開発部(TNCテレビ西日本、2019年1月30日)
- 今日感テレビ（RKB毎日放送、2019年5月16日）
- ゴゴスマ(CBCテレビ、2019年8月20日)
- ももち浜ストア（TNCテレビ西日本、2019年9月18日）
- 金曜日のソロたちへ(NHK総合、2019年10月18日)
- 王様のブランチ（TBSテレビ、2020年7月1日）
- やすとものいたって真剣です（朝日放送テレビ、2022年8月26日）
- ミライアングル（RKB毎日放送、2022年12月8日）
- スポットライト(RKB毎日放送、2023年1月4日)
- アサデス。（KBC九州朝日放送、2023年4月28日）

### 雑誌
- CHINTAI 首都圏版（2017年1月5日）
- 月刊建築ジャーナル（2018年2月10日）
- 日刊ゲンダイ（2018年6月14日）
- 週刊実話（2018年6月28日）
- 週間SPA!（2018年7月31日）

### ラジオ
- HOT WAVER（Cross FM、2018年4月1日）
- simple style-ヒルノオト-（ラジオJFM、2018年5月10日）
- よなおし堂（RKBラジオ、2018年6月26日）
- こやぶとみちょぱのとりしらベイビー（NHKラジオ、2019年7月5日）
- Four Seasons（FM PORT 79.0、2019年8月28日）
- マスメディアン 妄想の泉（TOYKO FM、2020年11月9日）[30]
- シド マオの`Your morning color`(LOVE FM、2023年5月8日～12日)

### ネット番組
- ニコニコ超会議2018「メンタリストDaiGoの心理分析してみた！」（2018年4月29日）
- THE UPDATE（NewsPicks 2019年10月29日）

## 書籍

### 単著
- 手ぶらで生きる。見栄と財布を捨てて自由になる50の方法（サンクチュアリ出版　2018年5月7日）
- 手放す練習　ムダに消耗しない取捨選択（KADOKAWA　2022年3月１０日）

外国語版
- 我簡單豐富的生活提案（銀河舎　2018年10月11日）
- 나는 미니멀리스트, 이기주의자입니다（홍시커뮤니케이션　2019年1月28日）

### 共著・ムック
- ミニマリストな暮らし方 ~ひとり暮らしから5人家族まで。人気インスタグラマー&ブロガー21人(すばる舎　2019年2月16日)
- ミニマリストの愛用品(宝島社　2019年11月12日)
- 無印良品　本当に売れている115アイテム(宝島社　2020年2月6日)
- ミニマリストの愛用品　保存版（宝島社　2021年7月27日）